# Flagge Smålands
Die offizielle Flagge Smålands (schwedisch Smålands flagga) ist ein Wappenbanner mit dem Wappen der schwedischen Provinz Småland als Motiv. Es kann zwar auf eine lange Tradition zurückblicken, ist jedoch kaum bekannt.
Im goldenen Feld befindet sich ein stehender roter Löwe mit ausgestreckter blauer Zunge. In seinen blauen Tatzen hält er eine rote Armbrust nach oben, die mit einem silbernen Pfeil sowie einem schwarzen Bogen und einer schwarzen Bogensehne bestückt ist. In der von den Söhnen des schwedischen Königs Gustav I. Wasa ursprünglich entworfenen Wappenversion befand sich die Armbrust eingebettet zwischen Rosen. Nachdem Johann III. von Schweden zum König gekrönt wurde, wird die Waffe seit 1569 von einem Löwen getragen und die Flagge bekam ihr heutiges Aussehen.

## Inoffizielle Flaggen

Smålands bekannteste inoffizielle Flagge

Daneben existieren weitere Flaggen, meist neuzeitliche Schöpfungen, die den Anspruch erheben, Småland zu repräsentieren:
- Die bekannteste unter den inoffiziellen Flaggen Smålands entspricht dem Muster der skandinavischen Kreuzflagge, wie sie überwiegend in den nordischen Ländern zu finden ist. Auf grünem Grund führt sie ein weißes Kreuz, das mit einem roten Kreuz belegt ist – mit den Proportionen 16 : 25,6. Die grüne Grundfarbe symbolisiert die Gärten, Obstplantagen und Wälder der Provinz, während das Rot des Kreuzes zum einen für die in traditionellem Falunrot gestrichenen Häuser der Region, zum anderen für die roten Preiselbeeren steht. Sie wurde 1992 vom Verleger Per Andersson entworfen, der bereits andere schwedische Landschaftsflaggen wie beispielsweise die Flagge Östergötlands entwickelt hat. Der Flagge wird ein halboffizieller Status zugeschrieben und von vielen Flaggenherstellern vertrieben. Die grün-weiß-rote Flagge wurde so zum Beispiel bereits in der bekannten schwedischen TV-Serie Det finns inga smålänningar als Symbol Smålands eingesetzt.

- Ein anderer Vorschlag sieht nur ein rotes Kreuz auf grünem Gründ vor – ohne die oben abgebildete weiße Umrandung des Kreuzes. Diese Flagge folgt allerdings nicht der heraldischen Regel, nach der „heraldische Farben“ durch ein „Metall“ (weiß oder gelb) voneinander getrennt sein sollen, um sich deutlicher vom Hintergrund abzuheben.

- Zwei weitere Vorschläge von 1991 ersetzen die Farbe des roten Kreuzes durch Rosa, jeweils mit und ohne weißer Umrandung. Das Rosa symbolisiert dabei die blassrosafarbenen Kronblätter der Moosglöckchen.

- Bengt Lindvall schuf eine gelb-blau-gelbe Trikolore, die die Farben der Flagge Schwedens verwendet. Die Jönköpinger Gesellschaft Pälle Näver-Sällskapet, die sich nach dem Pseudonym des småländischen Schriftstellers Josef Högstedt benennt, stellte die Flagge 1990 erstmals vor. In ihr werden in der Gösch auf weißem Grund drei grüne Wacholderbäume abgebildet. Die Länsregierungen von Kronoberg und Kalmar lehnten den Entwurf jedoch ab.